# Arnold Wlome

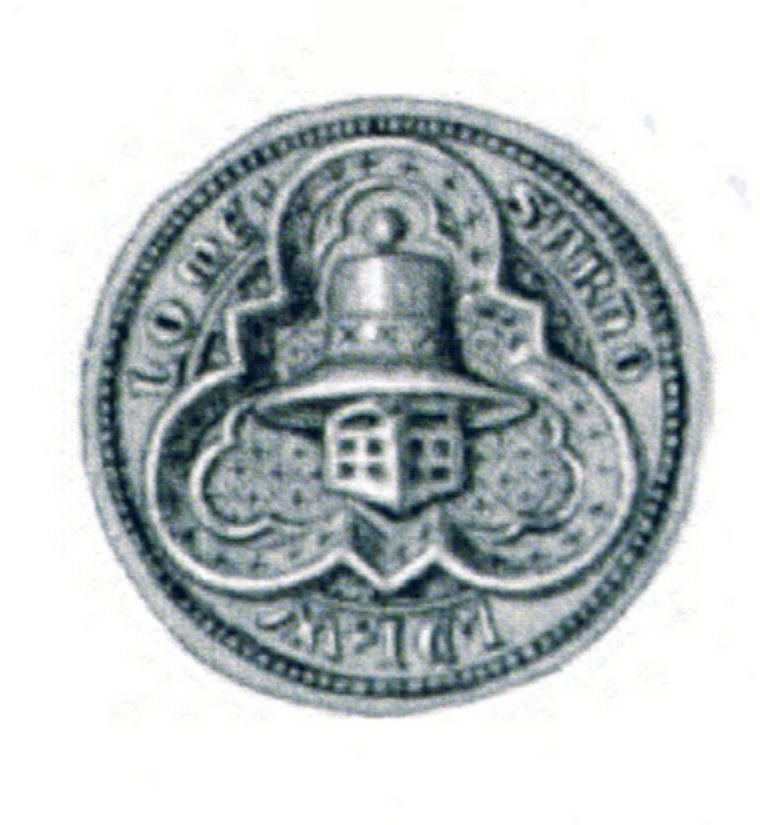
Siegel des Arnold Wlome (um 1328)

Arnold Wlome († 21. August 1329 in Lübeck) war ein deutscher Kaufmann und Ratsherr der Hansestadt Lübeck.

## Leben
Der Kaufmann Arnold Wlome wurde 1312 in den Lübecker Rat erwählt. 1317 war er Vorsteher der Lübecker Marienkirche. Als Kaufmann tätigte er auch zahlreiche Grundstücksgeschäfte. Mit dem noch minderjährigen späteren Lübecker Ratsherrn Arnold von Bardewik erwarb er 1310 eine Hälfte des Dorfes Redentin. 1323 erwarb er gemeinsam mit dem Lübecker Ratsherrn Johann Kaiser eine Hälfte von Strömkendorf. 1326 erwarb er 14½ Hufen in Westerglowitz auf der Insel Poel und eine Rente von 14 Mark jährlich für eine Forderung von 224 Mark an das Kloster Zarrentin. Als Stifter begründete er 1327 im Lübecker Dom eine Präbende und die Lübecker Marienkirche erhielt von ihm drei Vikarien.

## Familie
Wlome heiratete Adelheid von Bokholt, eine Tochter des Ratsherrn Heinrich von Bokholt. Er bewohnte das Hausgrundstück Mengstraße 6 in der Lübecker Altstadt. Nach seinem Tod wurde er in der von ihm erbauten Familienkapelle (seit 1627 Küster-Kapelle) im nördlichen Seitenschiff der Marienkirche bestattet. Auf der 1787 zuletzt nachgewiesenen und nicht erhaltenen Grabplatte aus Messing mit Holzeinlagen war er in Lebensgröße im Bild dargestellt. Sie war die älteste in Lübeck nachgewiesene Messinggrabplatte und durch die hölzernen Einlegearbeiten ein singuläres Stück.